# Acacia limbata
Acacia limbata är en ärtväxtart som beskrevs av Ferdinand von Mueller. Acacia limbata ingår i släktet akacior, och familjen ärtväxter. Inga underarter finns listade i Catalogue of Life.